# Meillers
Meillers é uma comuna francesa na região administrativa de Auvérnia-Ródano-Alpes, no departamento Allier. Estende-se por uma área de 24,71 km². Em 2010 a comuna tinha 140 habitantes (densidade: 5,7 hab./km²).